# NGC 3105
NGC 3105 ist ein offener Sternhaufen im Sternbild Segel des Schiffs und hat eine Winkelausdehnung von 2,0' und eine scheinbare Helligkeit von 9,7 mag. Er wurde am 10. April 1834 von John Herschel entdeckt und wird auch als OCL 798 , ESO 167-14 oder AM 0958-543 bezeichnet.